# By Might of His Right
By Might of His Right è un cortometraggio muto del 1915 diretto e interpretato da Sidney Drew.

## Trama
Tornato a casa, Henry trova il fratello della moglie in visita. L'uomo, grande, grosso e piuttosto arrogante, si diverte a giocare degli scherzi idioti al cognato che medita di vendicarsi.

## Produzione
Il film fu prodotto dalla Vitagraph Company of America.

## Distribuzione
Distribuito dalla General Film Company, il film - un cortometraggio in una bobina - uscì nelle sale cinematografiche statunitensi il 31 dicembre 1915. Ne venne fatta una riedizione distribuita il 19 agosto 1918.